# Desmoscelis villosa
Desmoscelis villosa là một loài thực vật có hoa trong họ Mua. Loài này được (Aubl.) Naudin mô tả khoa học đầu tiên năm 1849.

## Hình ảnh

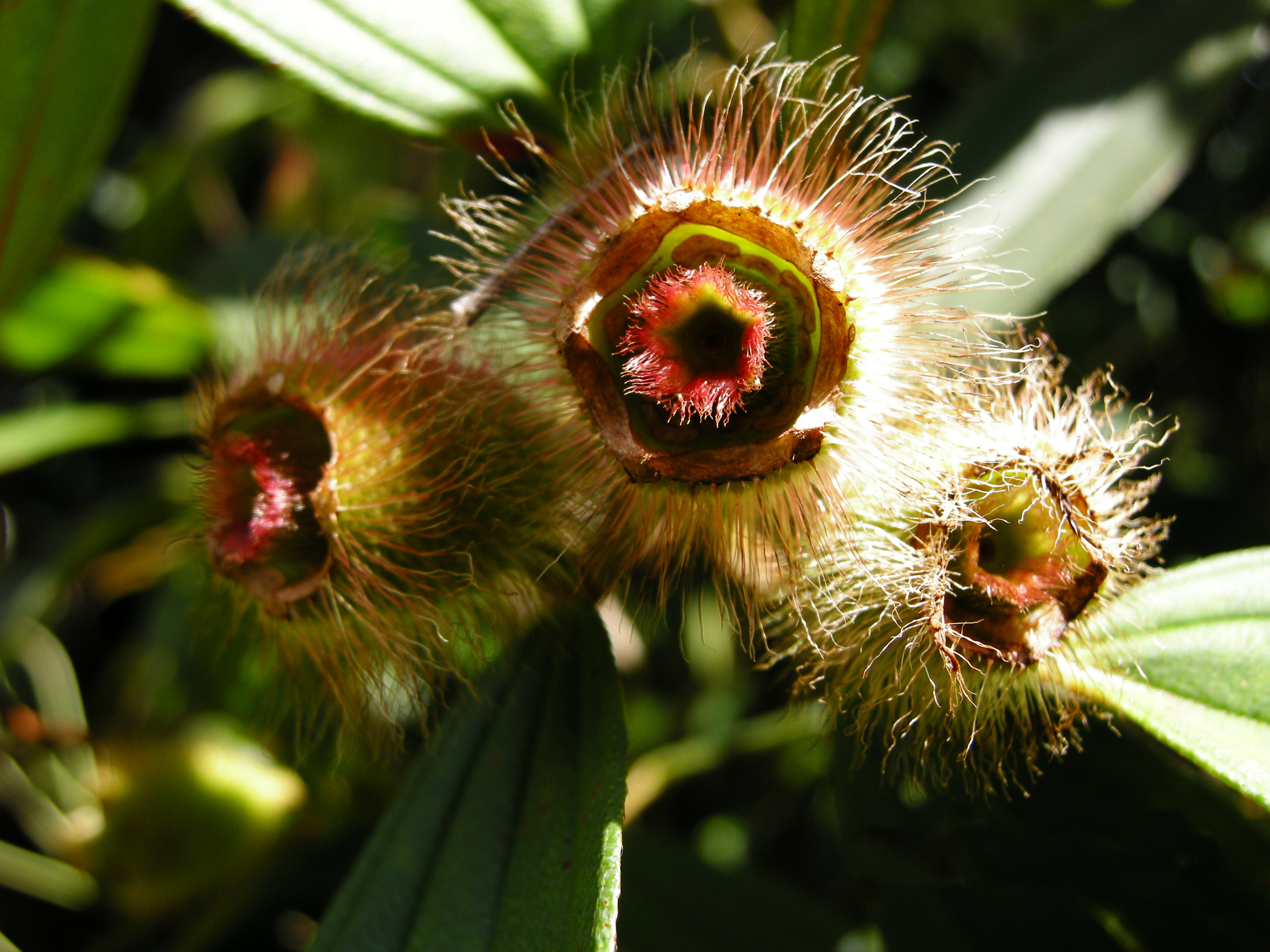